# Magás
Magás (en ruso: Магас, del ingusetio «Ciudad del Sol») es la capital de la República de Ingusetia de la Federación Rusa.
Siendo la población más pequeña de Rusia con el estatus de ciudad, Magás se proyectó como una ciudad para fines administrativos.
Magás fue fundado en 1994 en el lugar donde en algún momento de la historia estaba situada una ciudad con el mismo nombre. En 2000 obtuvo el título de ciudad, y en 2002 se convirtió en la capital, en vez de la ciudad de Nazrán, de la que dista tan solo 4 kilómetros.

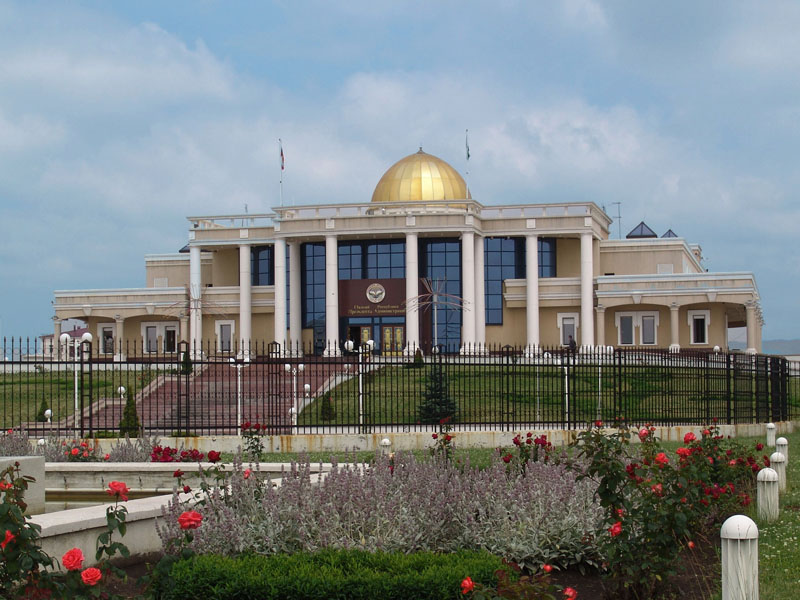
Edificio de la administración del Presidente de Ingusetia en Magás.